# Byeollae-dong
Byeollae-dong (koreanska: 별내동) är en stadsdel i staden Namyangju i  provinsen Gyeonggi i den norra delen av Sydkorea, 16 km nordost om huvudstaden Seoul.